# Andor von Barsy
Pour les articles homonymes, voir Barsy.
Andor von Barsy, né le 14 mars 1899 à Budapest et mort le 24 décembre 1965 à Munich, est un directeur de la photographie et réalisateur hongrois.

## Biographie
Né à Budapest, il fait ses études en Allemagne et se forme en tant que photographe et réalisateur. Il vit entre 1927 et 1942 aux Pays-Bas, où il travaille comme opérateur pour de nombreuses productions du cinéma néerlandais. Il développe dans ses propres films un style personnel.

## Filmographie
- 1928 : The City That Never Rests
- 1928 : The Municipal Gas Plant Rotterdam
- 1930 : High Street
- 1930 : Sailors’ Wives
- 1930 : Pfaff Sewing Machine
- 1932 : Terra Nova
- 1934 : Dead Water
- 1934 : Rotterdam
- 1936 : Spring Song
- 1936–38 : Olympia (en 2 parties)
- 1938 : Between Arrival and Departure
- 1940 : Rembrandt
- 1957 : Jonas

Source:,,

## Distinctions
- 1934 : Prix de la meilleure photographie pour Dood Water[6]
- 1957 :  Deutscher Filmpreis